# Diecezja Hualian
Diecezja Hualian (łac.: Dioecesis Hvalienensis) – rzymskokatolicka diecezja ze stolicą w Hualian w Republice Chińskiej, wchodząca w skład Metropolii Tajpej. Siedziba arcybiskupa znajduje się w Katedrze Najświętszej Maryi Panny Pomocy Chrześcijan w Hualian. 

## Historia
- Diecezja Hualian powstała 1 marca 1963.

## Biskupi
- ordynariusz: bp Philip Huang Chao-ming
- biskup senior: bp John Baptist Tseng Chien-tsi

## Podział administracyjny
W skład diecezji Hualian wchodzi 56 parafii

## Główne świątynie
- Katedra: Katedra Najświętszej Maryi Panny Pomocy Chrześcijan w Hualian